# Anna Karenina (film 1974)
Anna Karenina (ros. Анна Каренина) – radziecki balet filmowy z 1974 roku wyreżyserowany przez Margaritę Pilichinę będący adaptacją powieści Lwa Tołstoja o tym samym tytule.

## Obsada
- Maja Plisiecka jako Anna Karenina
- Aleksandr Godunow jako Aleksandr Wronski